# Henry Fredriksson
Henry Fredriksson, född 1936 i Göteborg, är en svensk tecknare och målare.
Fredriksson studerade vid Göteborgs Musei-, Rit- och Målarskola. Han debuterade i en utställning 1974 och fick omedelbart en framgång som konstnär. Han har ställt ut separat på bland annat Naturhistoriska museet. Hans konst består av djurens liv och rörelser. Fredriksson är representerad vid Naturhistoriska museet.  